# لبچه

۱ = لبچه، ۲ = گلبرگ، ۳ = کاسبرگ

در گیاه‌شناسی لَبچه (انگلیسی: Labellum) به بخشی از گل‌های ارکیده یا اختر می‌گویند که برای جذب حشراتی که گل را گرده افشانی می‌کنند استفاده می‌شود.
لبچه در این گیاهان به عنوان سکویی برای فرود این حشرات عمل می‌کند. لبچه‌ها بخش تغییریافته گلبرگ هستند و از دیگر گلبرگ‌ها و کاسبرگ‌ها به خاطر اندازه بزرگ و شکل نامنظم خود قابل تمایز هستند.
در خیلی از موارد گلبرگ‌ها و کاسبرگ‌های گل ارکیده هم‌شکل هستند و بنابراین لبچه‌ها در این حالت به آسانی قابل تشخیص هستند.
لبچه در ارکیده‌ها همان گلبرگ میانی تغییر شکل یافته‌ای است که در روبه‌روی پرچم بارور جای گرفته و شکل آن معمولاً بسیار با بخش‌های دیگر گلپوش متفاوت است.
به لبچه، رَفچه هم گفته‌اند.